# Bożena Rybicka-Grzywaczewska

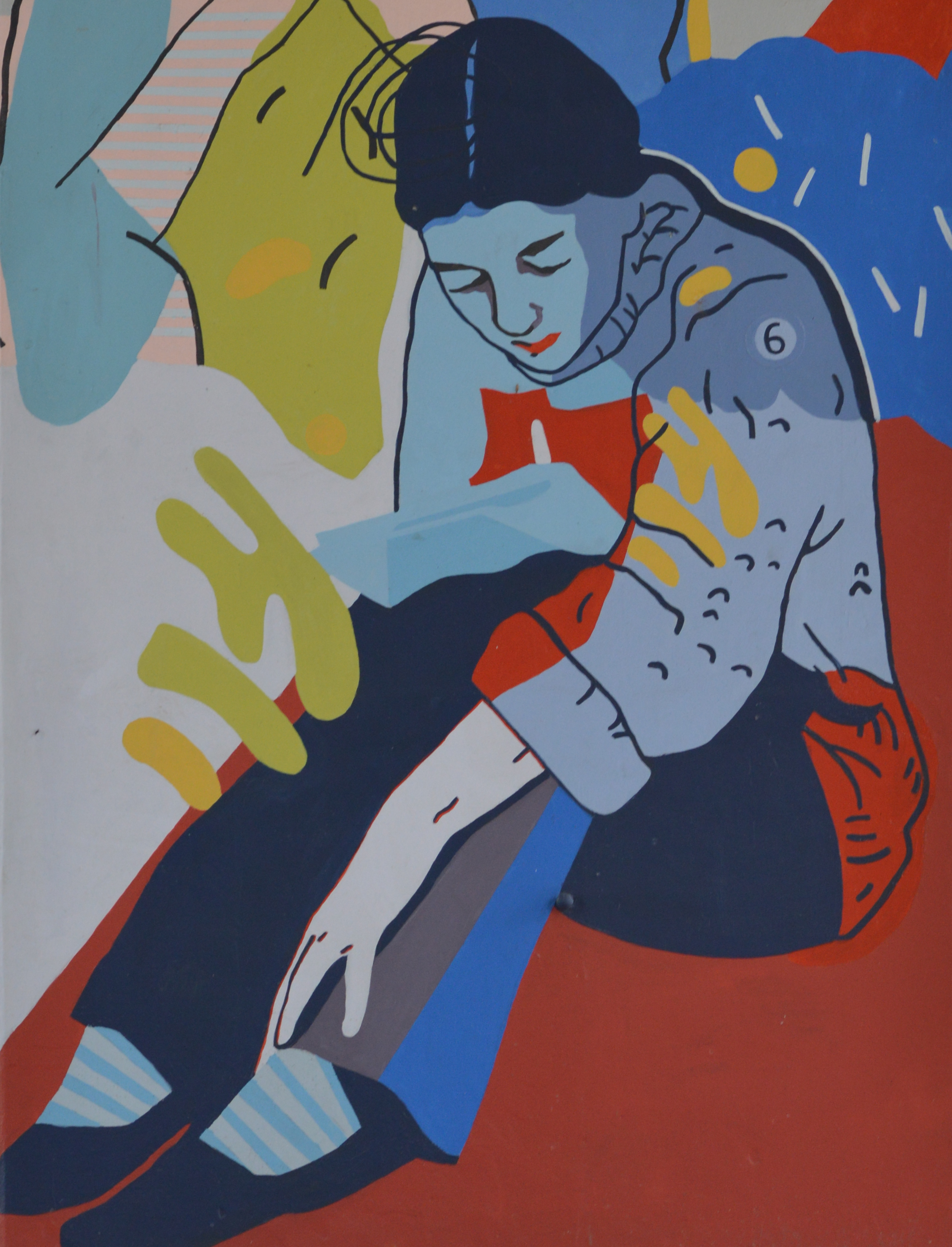
Wizerunek Bożeny Rybickiej-Grzywaczewskiej na muralu „Kobiety Wolności” w Gdańsku

Bożena Dorota Rybicka-Grzywaczewska (ur. 10 września 1957 w Gdyni) – polska działaczka społeczna, z zawodu technolog żywienia, uczestniczka opozycji demokratycznej w okresie PRL.

## Życiorys
Córka Stefana i Marii Rybickich. Absolwentka Technikum Gastronomicznego w Gdańsku z 1976 w zakresie technologii żywienia. Do 1980 pracowała m.in. w WSS Społem. Od 1977 działała w organizacjach opozycyjnych, należała do Ruchu Obrony Praw Człowieka i Obywatela. W 1979 była wśród sygnatariuszy deklaracji powołującej Ruch Młodej Polski. Współpracowała z Wydawnictwem im. Konstytucji 3 Maja, brała udział w organizacji nielegalnych manifestacji rocznicowych.
W trakcie wydarzeń sierpniowych w 1980 uczestniczyła w strajku w Stoczni Gdańskiej. Później zaangażowała się w działalność NSZZ „Solidarność”, została osobistą sekretarką przywódcy związku Lecha Wałęsy. W 1981 brała udział w delegacji NSZZ „S” w czasie wizyty w Watykanie.
Po wprowadzeniu stanu wojennego pozostawała kilka miesięcy w ukryciu. Do 1984 prowadziła nieformalny sekretariat Lecha Wałęsy. Od 1984 przebywała na emigracji we Francji, gdzie współpracowała z wydawnictwami, a także organizowała Fundusz „SOS Pomoc Chorym w Polsce”. Do kraju wróciła w 1988, zakładała Stowarzyszenie Pomocy Osobom Autystycznym oraz Stowarzyszenie Wspólny Dom. W 1992 stanęła na czele Gdańskiej Fundacji Dobroczynności. W 2008 została przewodniczącą Gdańskiej Rady Seniorów (przy prezydencie miasta).
Jest żoną Macieja Grzywaczewskiego, a także siostrą Arkadiusza, Mirosława i Sławomira Rybickich.

## Odznaczenia
Odznaczona m.in. Krzyżem Komandorskim Orderu Odrodzenia Polski (2006) oraz Krzyżem Wolności i Solidarności (2015).